# Quốc kỳ Thụy Điển
Quốc kỳ Thụy Điển (tiếng Thụy Điển: Sveriges flagga) là một lá cờ màu lam - có hình thập tự vàng. Nó bao gồm Cờ Thánh giá Bắc Âu màu vàng hoặc màu vàng kim (tức là chữ thập ngang không đối xứng, có sọc đứng gần cột cờ hơn bay, với đường viền mở rộng tới cạnh cờ) trên nền màu xanh. Thiết kế chữ thập lục bắc theo truyền thống đại diện cho Cơ Đốc giáo. Thiết kế và màu sắc của lá cờ Thụy Điển được cho là đã được lấy cảm hứng từ huy hiệu Thụy Điển hiện tại của năm 1442, được chia màu xanh da trời chia thành từng quý bằng một chéo pattée vàng, và được mô phỏng theo quốc kỳ Đan Mạch. Màu xanh và vàng đã được sử dụng như là màu sắc của Thụy Điển ít nhất là kể từ khi có huy hiệu hoàng gia của vua Magnus III năm 1275.hoàng gia Magnus III của cánh tay của 1275.

## Lịch sử

Thụy Điển-Na Uy
Thụy Điển-Na Uy